# Seznam katastrálních území v okrese Uherské Hradiště
Zde je uveden kompletní výčet katastrálních území okresu Uherské Hradiště, včetně jejich rozlohy a evidenčních částí obcí, které na nich leží.

## Seznam katastrálních území
V okrese Uherské Hradiště se nachází 97 katastrálních území, celková rozloha okresu činí 991,26 km².
| Název KÚ                         | Části obce                      | Obec                   | Výměra (v km²) |
| -------------------------------- | ------------------------------- | ---------------------- | -------------- |
| Babice u Uherského Hradiště      | Babice                          | Babice                 | 6,61           |
| Bánov                            | Bánov                           | Bánov                  | 16,18          |
| Bílovice u Uherského Hradiště    | Bílovice                        | Bílovice               | 5,80           |
| Bojkovice                        | Bojkovice                       | Bojkovice              | 18,36          |
| Boršice u Blatnice               | Boršice u Blatnice              | Boršice u Blatnice     | 11,61          |
| Boršice u Buchlovic              | Boršice                         | Boršice                | 9,82           |
| Břestek                          | Břestek                         | Břestek                | 14,15          |
| Březolupy                        | Březolupy                       | Březolupy              | 15,79          |
| Březová u Uherského Brodu        | Březová                         | Březová                | 13,77          |
| Buchlovice                       | Buchlovice                      | Buchlovice             | 31,96          |
| Bystřice pod Lopeníkem           | Bystřice pod Lopeníkem          | Bystřice pod Lopeníkem | 13,43          |
| Bzová u Uherského Brodu          | Bzová                           | Bojkovice              | 9,24           |
| Částkov                          | Částkov                         | Částkov                | 6,59           |
| Dolní Němčí                      | Dolní Němčí                     | Dolní Němčí            | 9,91           |
| Drslavice                        | Drslavice                       | Drslavice              | 7,92           |
| Havřice                          | Havřice                         | Uherský Brod           | 8,98           |
| Hluk                             | Hluk                            | Hluk                   | 28,39          |
| Horní Němčí                      | Horní Němčí                     | Horní Němčí            | 18,04          |
| Hostějov                         | Hostějov                        | Hostějov               | 0,94           |
| Hostětín                         | Hostětín                        | Hostětín               | 3,64           |
| Hradčovice                       | Hradčovice                      | Hradčovice             | 6,36           |
| Huštěnovice                      | Huštěnovice                     | Huštěnovice            | 6,60           |
| Chylice                          | Chylice                         | Ostrožská Nová Ves     | 6,10           |
| Jalubí                           | Jalubí                          | Jalubí                 | 8,03           |
| Jankovice u Uherského Hradiště   | Jankovice                       | Jankovice              | 11,24          |
| Jarošov u Uherského Hradiště     | Jarošov                         | Uherské Hradiště       | 4,55           |
| Javorovec                        | Javorovec                       | Mistřice               | 1,59           |
| Kněžpole u Uherského Hradiště    | Kněžpole                        | Kněžpole               | 9,27           |
| Komňa                            | Komňa                           | Komňa                  | 16,39          |
| Korytná                          | Korytná                         | Korytná                | 12,78          |
| Kostelany nad Moravou            | Kostelany nad Moravou           | Kostelany nad Moravou  | 4,69           |
| Košíky                           | Košíky                          | Košíky                 | 10,15          |
| Krhov u Bojkovic                 | Krhov                           | Bojkovice              | 7,21           |
| Kudlovice                        | Kudlovice                       | Kudlovice              | 7,75           |
| Kunovice u Uherského Hradiště    | Kunovice                        | Kunovice               | 28,55          |
| Kvačice                          | Kvačice                         | Uherský Ostroh         | 4,10           |
| Lhotka u Hradčovic               | Lhotka                          | Hradčovice             | 2,90           |
| Lopeník                          | Lopeník                         | Lopeník                | 12,53          |
| Maršov u Uherského Brodu         | Maršov                          | Uherský Brod           | 2,23           |
| Mařatice                         | Mařatice, Uherské Hradiště      | Uherské Hradiště       | 5,86           |
| Medlovice u Uherského Hradiště   | Medlovice                       | Medlovice              | 2,92           |
| Míkovice nad Olšavou             | Míkovice                        | Uherské Hradiště       | 3,01           |
| Mistřice I                       | Mistřice                        | Mistřice               | 7,89           |
| Mistřice II                      | Mistřice                        | Mistřice               | 0,54           |
| Modrá u Velehradu                | Modrá                           | Modrá                  | 1,82           |
| Nedachlebice                     | Nedachlebice                    | Nedachlebice           | 11,61          |
| Nedakonice                       | Nedakonice                      | Nedakonice             | 8,40           |
| Nezdenice                        | Nezdenice                       | Nezdenice              | 8,35           |
| Nivnice                          | Nivnice                         | Nivnice                | 25,48          |
| Ořechov u Uherského Hradiště     | Ořechov                         | Ořechov                | 5,94           |
| Ostrožská Lhota                  | Ostrožská Lhota                 | Ostrožská Lhota        | 6,35           |
| Ostrožská Nová Ves               | Ostrožská Nová Ves              | Ostrožská Nová Ves     | 19,96          |
| Ostrožské Předměstí              | Ostrožské Předměstí             | Uherský Ostroh         | 15,86          |
| Osvětimany                       | Osvětimany                      | Osvětimany             | 19,44          |
| Pašovice na Moravě               | Pašovice                        | Pašovice               | 4,82           |
| Pitín                            | Pitín                           | Pitín                  | 23,06          |
| Podolí nad Olšavou               | Podolí                          | Podolí                 | 6,01           |
| Polešovice                       | Polešovice                      | Polešovice             | 13,07          |
| Popovice u Uherského Hradiště    | Popovice                        | Popovice               | 8,60           |
| Prakšice                         | Prakšice                        | Prakšice               | 9,60           |
| Přečkovice                       | Přečkovice                      | Bojkovice              | 7,08           |
| Rudice                           | Rudice                          | Rudice                 | 7,67           |
| Sady                             | Sady                            | Uherské Hradiště       | 1,79           |
| Salaš u Velehradu                | Salaš                           | Salaš                  | 17,87          |
| Slavkov u Uherského Brodu        | Slavkov                         | Slavkov                | 13,75          |
| Staré Hutě na Moravě             | Staré Hutě                      | Staré Hutě             | 7,37           |
| Staré Město u Uherského Hradiště | Staré Město                     | Staré Město            | 20,83          |
| Starý Hrozenkov                  | Starý Hrozenkov                 | Starý Hrozenkov        | 10,84          |
| Strání                           | Květná, Strání                  | Strání                 | 39,76          |
| Stříbrnice u Uherského Hradiště  | Stříbrnice                      | Stříbrnice             | 6,08           |
| Stupava                          | Stupava                         | Stupava                | 7,11           |
| Suchá Loz                        | Suchá Loz                       | Suchá Loz              | 16,98          |
| Sušice u Uherského Hradiště      | Sušice                          | Sušice                 | 1,89           |
| Svárov u Uherského Hradiště      | Svárov                          | Svárov                 | 1,91           |
| Šumice u Uherského Brodu         | Šumice                          | Šumice                 | 15,71          |
| Těšov                            | Těšov                           | Uherský Brod           | 4,63           |
| Topolná                          | Topolná                         | Topolná                | 10,39          |
| Traplice                         | Traplice                        | Traplice               | 5,31           |
| Tučapy                           | Tučapy                          | Tučapy                 | 2,45           |
| Tupesy na Moravě                 | Tupesy                          | Tupesy                 | 5,83           |
| Uherské Hradiště                 | Rybárny, Sady, Uherské Hradiště | Uherské Hradiště       | 2,93           |
| Uherský Brod                     | Uherský Brod                    | Uherský Brod           | 25,00          |
| Uherský Ostroh                   | Uherský Ostroh                  | Uherský Ostroh         | 6,57           |
| Újezdec u Luhačovic              | Újezdec                         | Uherský Brod           | 11,21          |
| Újezdec u Osvětiman              | Újezdec                         | Újezdec                | 3,41           |
| Vápenice u Starého Hrozenkova    | Vápenice                        | Vápenice               | 9,87           |
| Vážany u Uherského Hradiště      | Vážany                          | Vážany                 | 3,74           |
| Včelary                          | Včelary                         | Bílovice               | 0,76           |
| Velehrad                         | Velehrad                        | Velehrad               | 22,25          |
| Veletiny                         | Veletiny                        | Veletiny               | 6,26           |
| Vésky                            | Vésky                           | Uherské Hradiště       | 3,12           |
| Vlčnov                           | Vlčnov                          | Vlčnov                 | 21,30          |
| Vyškovec                         | Vyškovec                        | Vyškovec               | 11,19          |
| Záhorovice                       | Záhorovice                      | Záhorovice             | 14,90          |
| Zlámanec                         | Zlámanec                        | Zlámanec               | 8,12           |
| Zlechov                          | Zlechov                         | Zlechov                | 6,52           |
| Žítková                          | Žítková                         | Žítková                | 6,11           |
| Celková výměra (v km²)           | Celková výměra (v km²)          | Celková výměra (v km²) | 991,26         |

## Zrušená katastrální území
V této tabulce jsou uvedena katastrální území na území dnešního okresu Uherské Hradiště, která byla v minulosti zrušena.
| Název KÚ               | Sídla     | Současná obec | Rok vzniku | Vyčleněno z KÚ | Rok zrušení | Začleněno do KÚ |
| ---------------------- | --------- | ------------- | ---------- | -------------- | ----------- | --------------- |
| Kvačice II             | –         | Kvačice       | 1872       | Chylice        | 1988        | Kvačice         |
| Uherský Brod Předměstí | Předměstí | Uherský Brod  |            |                | 1896        | Uherský Brod    |